# Anna Boulanger
Anna Boulanger (née en 1983) est une auteure et illustratrice française en littérature jeunesse.

## Biographie
Anna Boulanger est originaire de Bretagne. Après son bac, elle rejoint Bruxelles, où elle étudie l'illustration et le dessin à l’École supérieure des arts Saint-Luc. Elle complète sa formation à l'École régionale des beaux-arts de Rennes. Elle a également obtenu un master en édition à la faculté de Rennes.
Elle expose régulièrement ses dessins par le biais de la galerie Robillard.
En 2011, elle reçoit un prix du Salon du livre et de la presse jeunesse à Montreuil. Elle est lauréate du Pépite du livre OVNI / coup de cœur de l’équipe du Salon : pour Le Haret québécois.
Anna Boulanger habite à Rennes, où elle est membre de l’Atelier du Bourg,, un collectif artistique.
En 2014, une série de ses dessins collages est acquise par le Fonds communal d'Art contemporain de Rennes, puis exposée dans l'Orangerie du Parc du Thabor de la ville.   

## Publications
Elle a participé à de nombreux livres, dont :
- Papa, c'est quoi un homme haut sekçuel ? : la chasse aux mots, Zoom éditions, 2007
- Avant la nuit ou Quand le couscous cachait le ciel, avec Céline Sonnard, Zoom éditions, 2009
- Un estomac dans les talons, une petite histoire d'appétit et de sushis, Zoom éditions, 2010
- Le haret québécois et autres histoires, Attila, 2011
- Gengis Kahn et la disparition du Kök Tengri, Attila, 2011
- L'absence, le Tripode, 2016
- Birds, le Tripode, 2016